# Aurelio (Asturien)
Aurelio (* um 740; † 774) war von 768 bis 774 König von Asturien. Er war Sohn von Fruela, des Bruders von König Alfons I.
Aurelio wurde nach der Ermordung seines Vetters, des Königs Fruela I., dessen Nachfolger, da Fruelas Sohn Alfons II. noch minderjährig war. Sklaven unternahmen einen Aufstand, den Aurelio niederwarf; über diesen sozialgeschichtlich interessanten Vorgang informieren nur knappe Bemerkungen der Chronisten.
Mit den Arabern hielt Aurelio Frieden. Ob ein stillschweigender oder vertraglich vereinbarter Waffenstillstand bestand, ist unbekannt. Spekulationen, wonach der Frieden als Unterwerfung Aurelios unter die Oberherrschaft des Emirs Abd ar-Rahman I. zu deuten sei, entbehren einer Grundlage in den Quellen und sind nicht plausibel, da der Emir damals mit anderen, vordringlichen Aufgaben beschäftigt war.
Aurelio starb an einer Krankheit. Ob er verheiratet war und ob er Nachkommen hatte, ist unbekannt. Er hatte einen Bruder namens Bermudo, der Diakon war. Aurelios Nachfolger Silo war ein Schwiegersohn des Königs Alfons I. Erst 788 kam Bermudo trotz seiner Zugehörigkeit zum geistlichen Stand doch noch an die Macht.